# Omar Sharif
Omar Sharif (Arabisch: عمر الشريـف), ook wel bekend als Omar El-Cherif, geboren als Michel Demitri Shalhoub (Arabisch: ميشيل ديمتري شلهوب) (Alexandrië, 10 april 1932 – Caïro, 10 juli 2015), was een Egyptisch filmacteur en bridgespeler.
Hij sprak vloeiend Arabisch, Engels, Frans en Grieks.

## Levensloop
Omar Sharif studeerde aan het Victoria College, Alexandrië, en aan de Universiteit van Caïro, waar hij afstudeerde in wis- en natuurkunde. Na zijn studie ging hij bij zijn vader in diens houtbedrijf werken. Als kind werd hij in Alexandrië katholiek opgevoed, als lid van de Melkitische Grieks-Katholieke Kerk, maar hij bekeerde zich op zijn 23e tot de islam. Hij was van 1954 tot 1974 getrouwd met actrice Faten Hamama.
Sharif, wiens filmcarrière in 1953 begon met de Egyptische film Siraa Fil-Wadi (Blazing Sun), speelde de hoofdrol in talrijke Hollywood-films, waarvan Lawrence of Arabia en Doctor Zhivago waarschijnlijk de bekendste zijn.

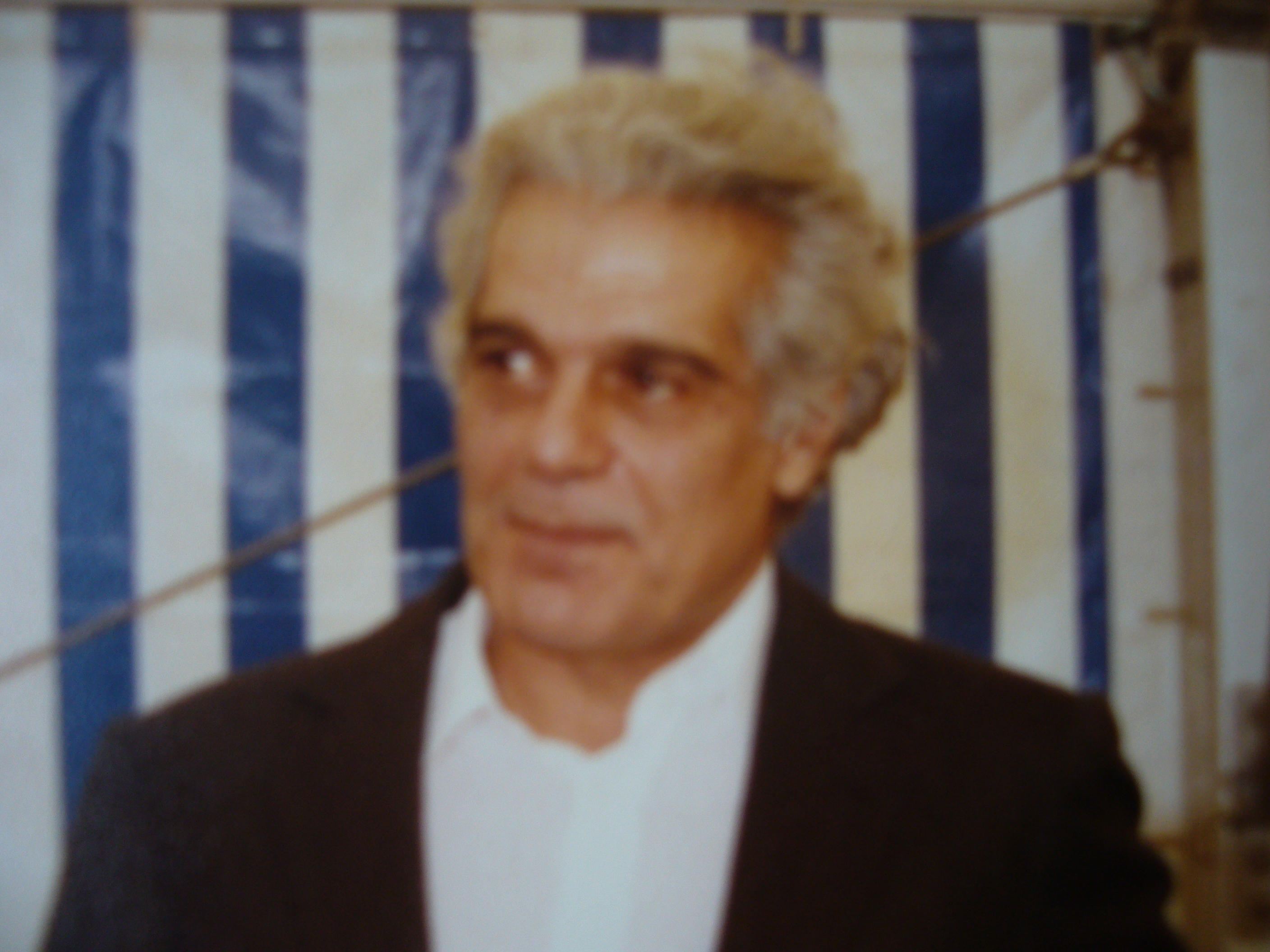
Op bezoek in Den Haag, ca. 1973

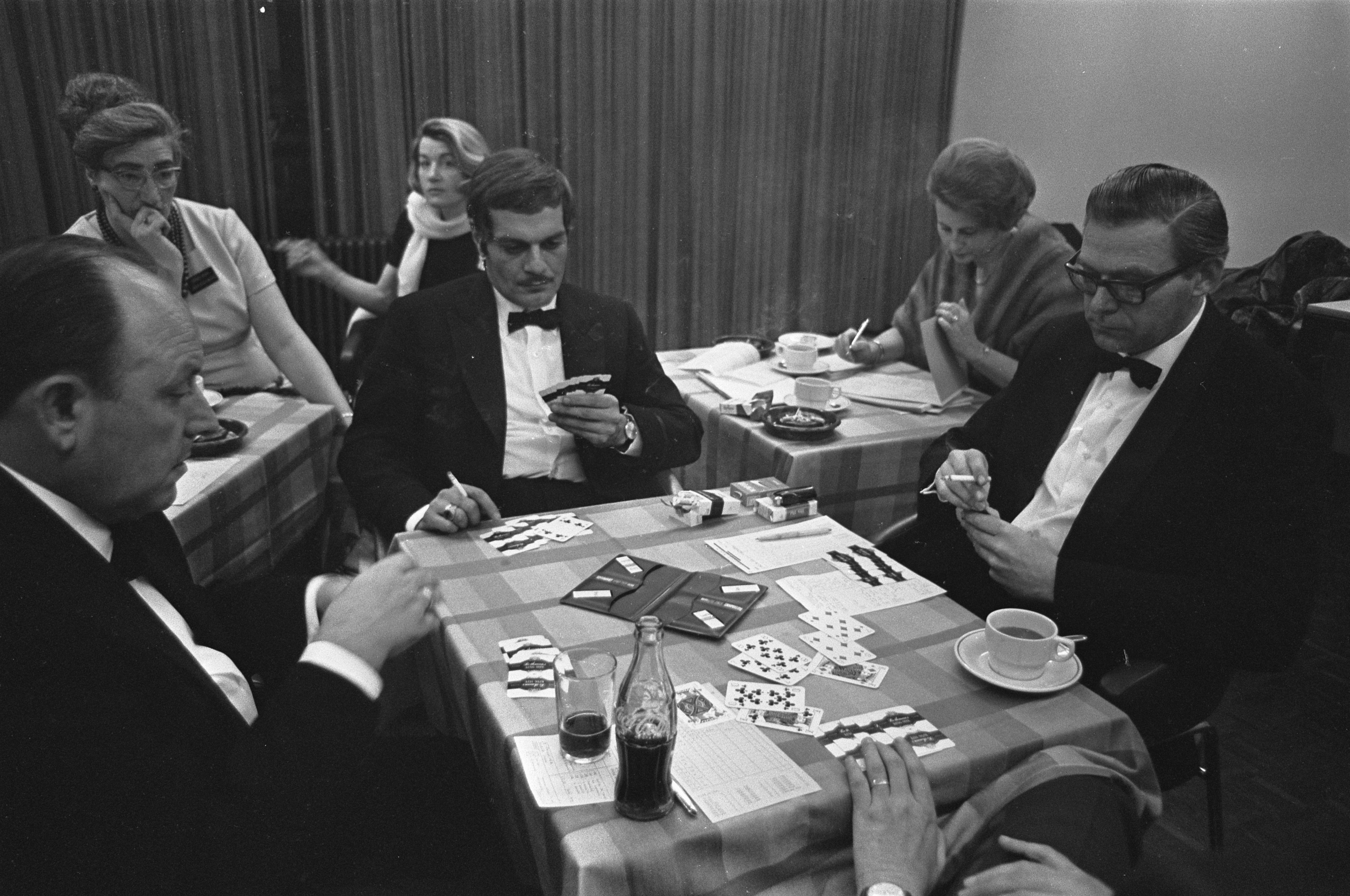
Omar Sharif bij een bridge demonstratie in de RAI in 1967

Sharif was tevens een van 's werelds bekendste bridgespelers. Er wordt gezegd dat hij filmopnamen afzegde wanneer er een belangrijke bridgewedstrijd was. Hij maakte deel uit van een groep bridgespelers die de wereld rondtrok om te bridgen. Zo kwam hij regelmatig in Deauville en Juan-les-Pins in Frankrijk en ook in St. Moritz en Crans-sur-Sierre in Zwitserland. In 2006 vertelde hij aan de pers dat hij niet meer zou bridgen.
Sharif speelde daarnaast cricket: hij was lid van The Lord's Taverners, een gezelschap dat voor goede doelen speelt. Met hen bezocht hij omstreeks 1988 Den Haag.

## Tarek en Omar jr
Omar Sharif heeft een zoon, Tarek (1957), met wie hij in Doctor Zhivago speelde. Tarek speelt in die film de rol van Yuri, Dr. Zhivago als kind. Zijn kleinzoon Omar Sharif jr. (1983) is eveneens acteur en wordt gezien als de eerste publieke persoonlijkheid in de Arabische wereld die openlijk uitkwam voor zijn homoseksualiteit.

## Films
- 1962: Lawrence of Arabia
- 1964: The Fall of the Roman Empire
- 1964: Behold a Pale Horse
- 1965: The Yellow Rolls-Royce
- 1965: Genghis Khan
- 1965: Doctor Zhivago
- 1967: The Night of the Generals
- 1968: Mayerling
- 1968: Funny Girl
- 1969: Che!
- 1969: Mackenna's Gold
- 1971: Le Casse
- 1971: The Last Valley
- 1971: The Horsemen
- 1974: The Tamarind Seed
- 1974: Juggernaut
- 1975: Funny Lady
- 1976: The Pink Panther Strikes Again
- 1975: Crime and Passion
- 1979: S-H-E en Bloodline
- 1980: Pleasure Palace en Oh! Heavenly Dog
- 1981: Green Ice
- 1984: Top Secret!
- 1986: Peter the Great (televisieserie)
- 1986: Anastasia: The Mystery of Anna (televisieserie)
- 1989: Ashanti: Land of No Mercy
- 1990: The Opium Connection en The Baltimore Bullet
- 1991: Memories of Midnight
- 1992: Grand Larceny en Beyond Justice
- 1995: Catherine the Great (televisiefilm)
- 1996: The Possessed
- 1997: Lebanon - Imprisoned Splendour, Heaven Before I Die en Funny Girl/Funny Lady
- 1998: Mysteries of Egypt (documentaire)
- 1999: Lie Down With Lions
- 1999: The 13th Warrior
- 2003: Meneer Ibrahim en de bloemen van de koran
- 2004: Hidalgo
- 2005: Imperium: St Peter en Shaka Zulu: The Last Great Warrior
- 2006: One Night with the King
- 2007: Hanan Wa Haneen en The Ten Commandments (miniseries)
- 2008: 10,000 BC (enkel stem)
- 2013: Rock the Casbah

Voor zijn rol in de film "Meneer Ibrahim en de bloemen van de koran" (2003) kreeg hij op het Filmfestival in Venetië de 'Best Actor Award'. Voor zijn vertolking won hij in 2004 ook de César voor beste acteur.